# Heinz Hildebrandt
Karl Heinz Günther Hildebrandt (født 13. februar 1943) er en tidligere dansk fodboldmålmand. Han spillede tre landskampe for Danmarks fodboldlandshold.

## På banen
Heinz Hildebrandt sparkede første gang til en fodbold i 1940'erne i Ørum tæt på Vejle. I 1950'erne spillede han i Hedensted IF, inden han som juniorspiller skiftede til Vejle Boldklub.
Heinz Hildebrandt fik sin debut for Vejle Boldklub på Vejle Stadion i 1961. På det tidspunkt var Heinz Hildebrandt 17 år, og modstanderen var ingen ringere end Arsenal fra England. Hildebrandt må have leveret en godkendt indsats, for efterfølgende spillede han 157 kampe på Vejle Boldklubs førstehold og var med til at vinde sølv i 1965.
I 1968 skiftede Hildebrandt til Hvidovre IF, hvor han spillede 135 kampe og var med til at vinde en bronze- og en sølvmedalje. Han afsluttede karrieren i Glostrup IC, hvor han hjalp klubben til at rykke op i 2. division.
Hildebrandt fik sin landsholdsdebut i 1970 i en kamp mod Polen, der blev tabt 2-0. Hans største øjeblik som landsholdsspiller var, da han i 1972 vogtede målet for Danmark mod Ungarn ved de Olympiske Lege i München.

## Udenfor banen
I 1967 afsluttede Hildebrandt læreruddannelsen fra Gedved Seminarium.
Efter den aktive fodboldkarriere var han træner og instruktør på DBUs træneruddannelse. I 1986 stiftede han Dansk Træner Bureau og Continental Coach & Players.